# Zollunruhen
Die Zollunruhen in Oberhessen waren Bauernaufstände, die sich gegen zu hohe Abgaben an die Obrigkeit wandten. 
Ein Schwarzes Corps revoltierender Bauern marschiert im Jahr 1830 in der Region Oberhessen des Großherzogtums Hessen-Darmstadt zwischen Büdingen und Schotten. Mehrere tausend Demonstranten erstürmen Zollstationen, vernichten Akten und zerstören die Gebäude. 
Die Ursachen für die Aufstände waren vielfältig, zielten aber nicht gegen die feudale staatliche Ordnung. Es war auch kein Kampf um Freiheitsrechte, sondern ein Aufstand der durch politische Maßnahmen zunehmend verarmten und verärgerten Landbevölkerung. Teuerungen, Verbrauchssteuern, Arbeitsmangel, zu niedrige Löhne, zu hohe Abgaben, Willkür der Polizei und der Verwaltungen brachten die Bevölkerung auf die Barrikaden.
Einer der Höhepunkte der Unruhen bildete das Blutbad von Södel, welches in der berühmten Flugschrift Der Hessische Landbote von Georg Büchner und Ludwig Weidig erwähnt wird.